# 天堂寨
天堂寨位于湖北省黄冈市罗田县、英山县与安徽省六安市金寨县交界处，是大别山山区第二高峰，属大别山国家地质公园核心部，有时也视为主峰，天堂寨的范围海拔700-1729.13米，是江淮分水岭，有"吴楚东南第一关"之称。唐宋时称云山，元明时称多云山，明清以后称天堂寨。区域面积为20.3平方公里。

## 旅游
在罗田、金寨、英山分别设有大别山国家森林公园（罗田县）、天堂寨国家森林公园（金寨县）、吴家山国家森林公园（英山县）。
1987年，天堂寨经安徽省政府批准为安徽省级风景名胜区；1992年，经林业部批准设立天堂寨国家森林公园；1998年，经国务院批准为天堂寨国家级自然保护区；2005年8月国土资源部批准设立大别山国家地质公园，天堂寨为主园区；2007年被批建为国家4A级旅游景区；2012年9月被授予国家5A级旅游景区。
保护区域内主要有瀑布群、圣卦峰、白马峰、造钱坳和白马峡谷等五个区域。

## 动植物资源
天堂寨内植物种类众多，有一千多种，主要有栓皮栎、茅栗小叶栎、槲栎、黄山栎、黄山松、湖北海棠等，其中有许多属中国国家重点保护野生植物，如三尖杉、鹅掌楸等。有国家保护的珍稀动物18种，如金钱豹、小灵猫、娃娃鱼等。

## 景观

### 瀑布
“踏遍黄峨岱与庐，唯有天堂水最佳”的佳誉来自白马寨内100多道大小瀑布与溪水潭池，其中以九影瀑、泻玉瀑、四迭瀑，龙井河溪尤为闻名。